# Cattleya labiata
Cattleya labiata es una especie de orquídea, herbácea epífita originaria de Sudamérica.

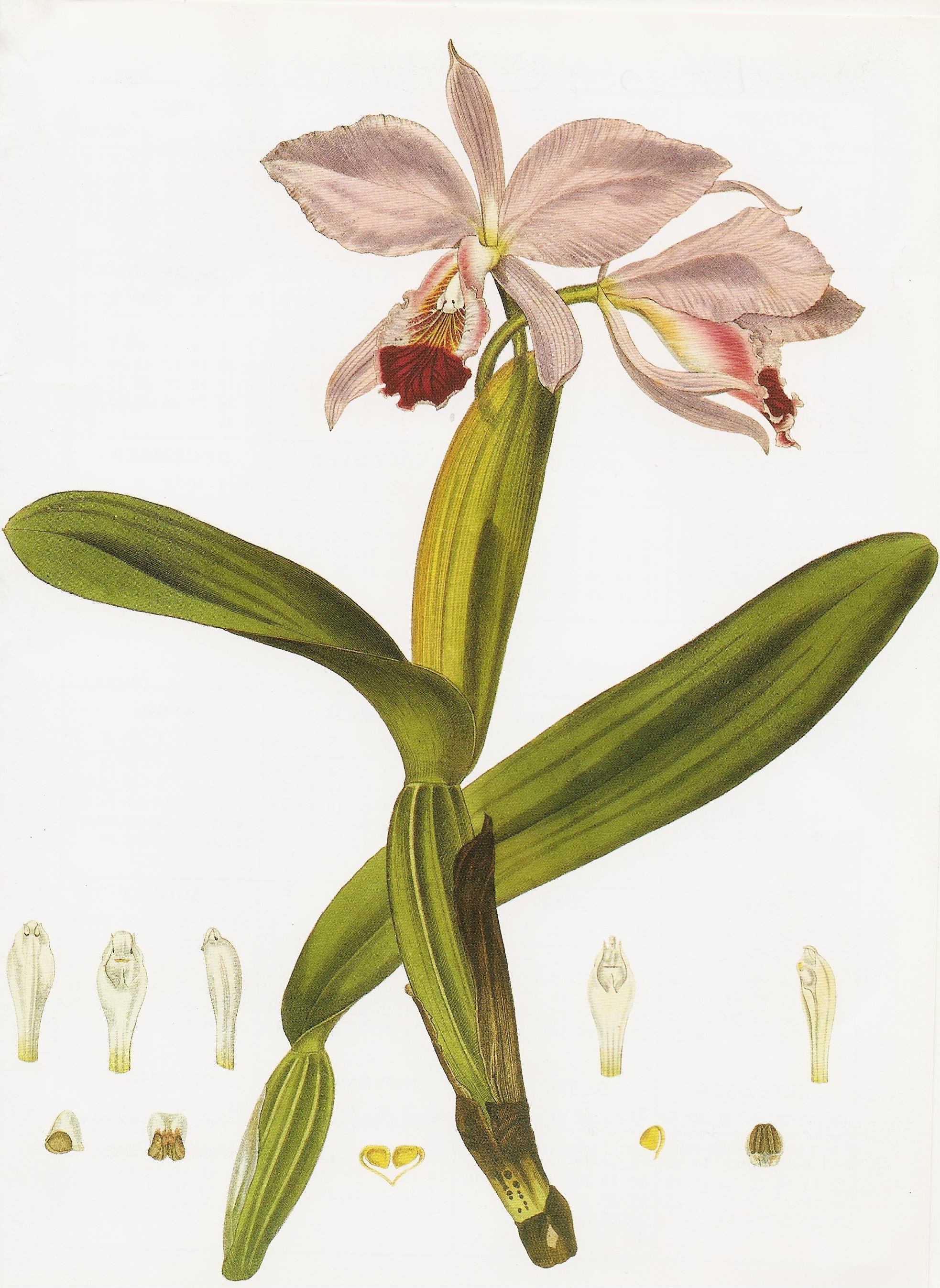
Ilustración de John Lindley de Collectanea botanica (1821)

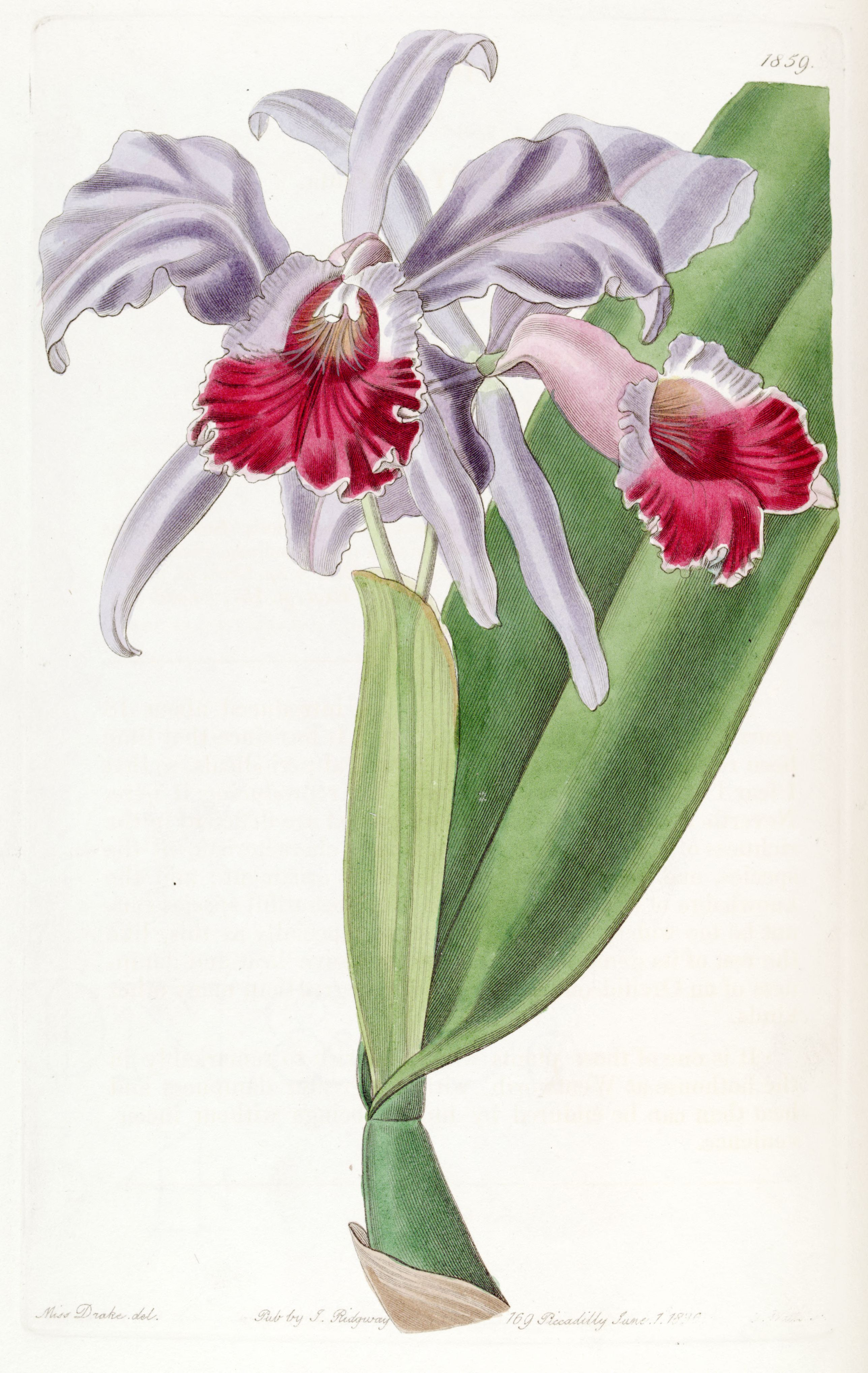
Ilustración

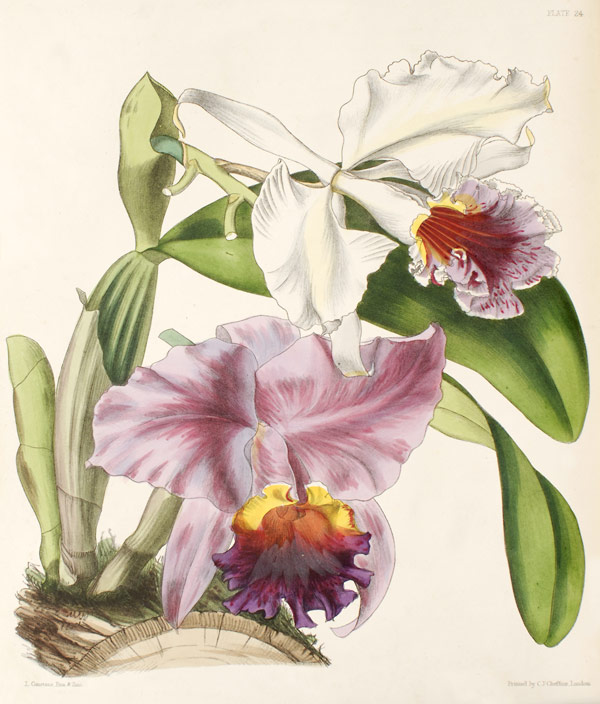
Ilustración

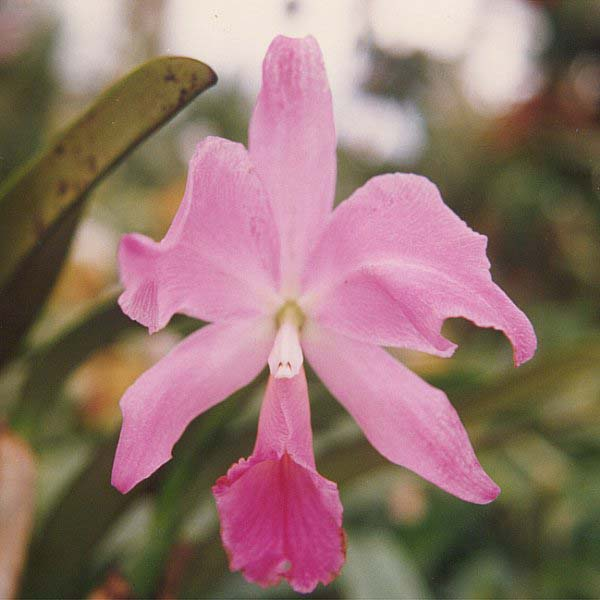
Detalle de la flor

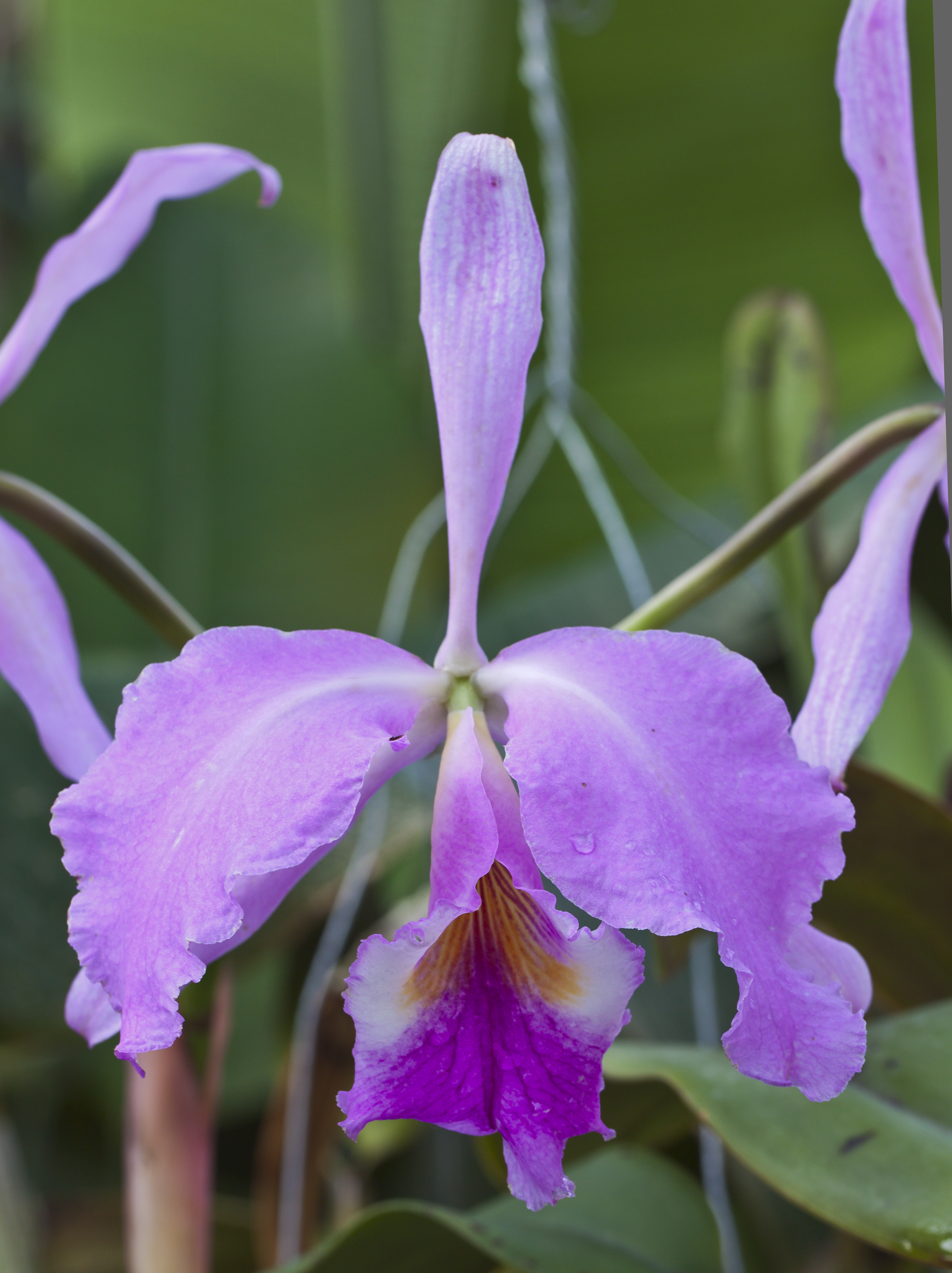
Detalle de la flor

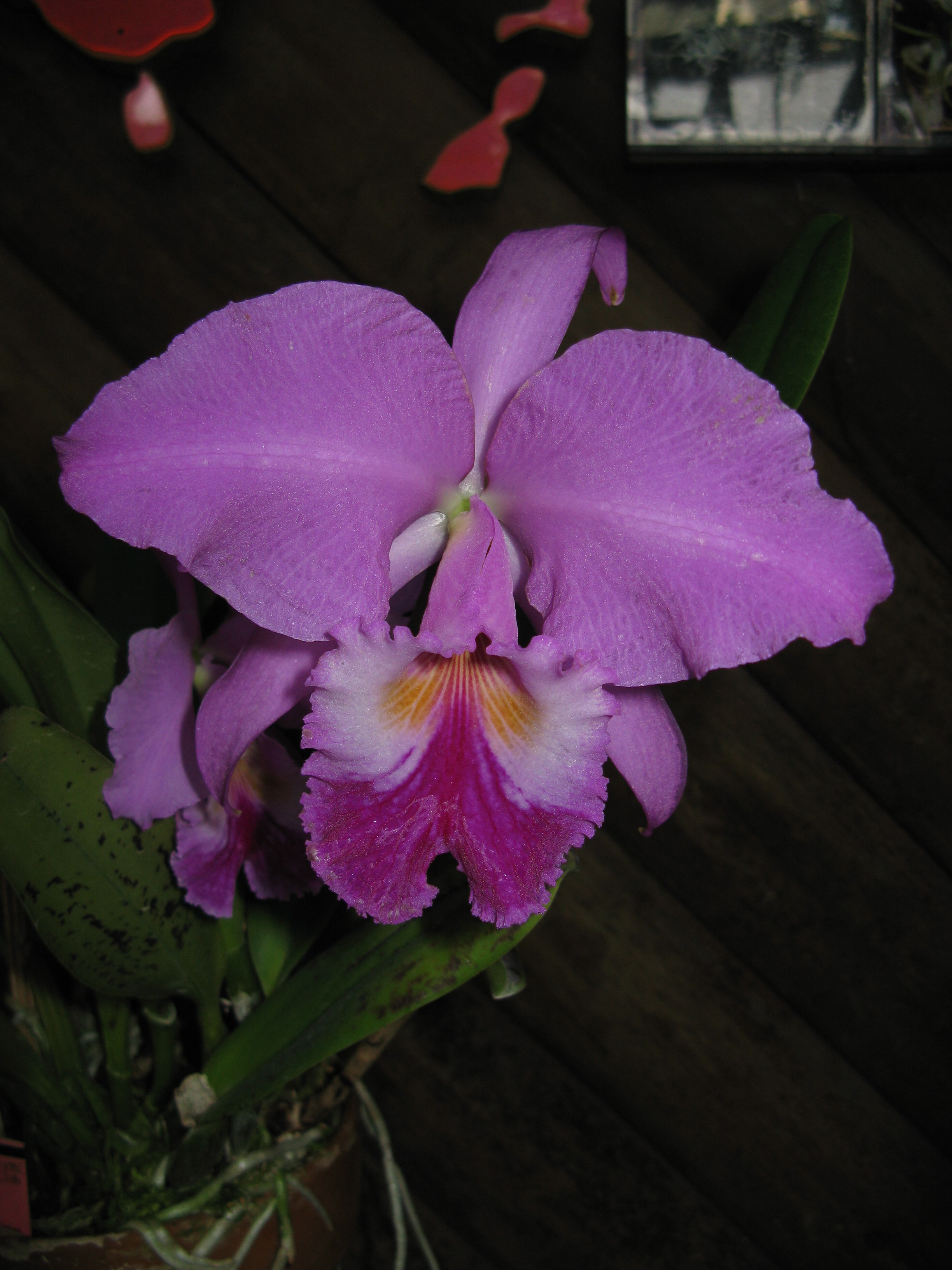
Detalle de la flor

## Descripción
Es una planta herbácea epífita con pseudobulbos erectos, acanalados, unifoliados, comprimidos. Hojas oblongo elípticas, obtusas. Espata simple o doble. Racimos generalmente de varias flores de 14-20 cm de ancho. Sépalos y pétalos rosado-lila, labio ampliamente ondulado aunque no tan ondulado como otras especies de Cattleyas unifoliadas, coloración blanca, amarilla y lila oscura en franjas o sólida en forma triangular. La especie ofrece crecimiento lateral por medio de rizoma en la base de los pseudobulbos. Florece únicamente de pseudobulbos nuevos.

## Distribución geográfica

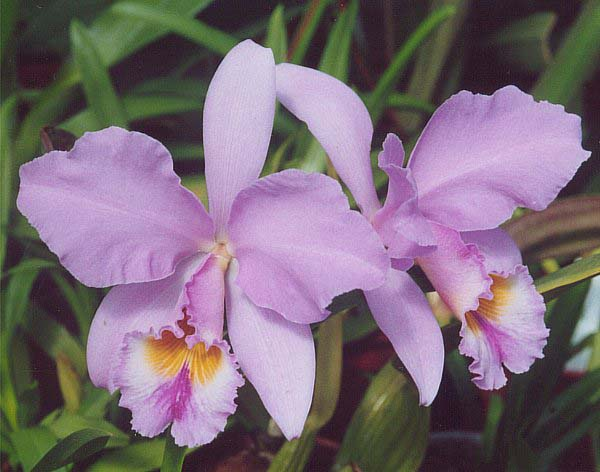
Cattleya gaskelliana.

Se encuentra en zonas montañosas con dos poblaciones, una semixerófita en Ceará, y otra de bosque semicaduco y siempreverde en Alagoas y Pernambuco (Brasil). Otras poblaciones de especies muy emparentadas y posiblemente basónimas se encuentran en la Serranía del Perija (Colombia), siendo esta la más occidental y amenazada, además de las halladas en la Serranía de Turimiquire (Venezuela). 
Sus hábitats identificados concuerdan con zonas de bosques montañosos caducos y abundantes, siempreverdes y nublados, como en los bosques montañosos rodeados por Sabana y Tepuyes siempreverdes en la frontera venezolana con Brasil (C. gaskelliana), sin incluir las poblaciones halladas desde el alto Caura hasta la Gran Sabana y la frontera con Guyana donde se adentra un poco en este país (C. jenmanii), y en bosques de alta y baja montaña siempre verdes de Espíritu Santo, incluyendo áreas de fronteras de Río de Janeiro, Bahía y Minas Gerais donde también habita bosques semicaducos (C. warneri). 
Las poblaciones más ecuatoriales (Colombia y Venezuela) viven a mayor altura que las más alejadas del ecuador (Brasil), lo que posiblemente ocurra tanto por una orografía diferente, como por el cambio de temperaturas y piso de altitud, el cual varía al alejarse del ecuador.

## Cultivos
La especie es muy conocida en cultivo debido a su muy amplia variabilidad floral en color y patrón de color tanto en las variaciones rosa-lila, como en las más raras semialba, alba, concolor, coerulea y sus variantes internas. 

## ComplejoCattleya labiata

### ¿Qué se conoce a nivel hortícola como complejoCattleya labiata?
Del total de 20 especies y 4 híbridos naturales reconocidos dentro de las Cattleyas unifoliadas, con este nombre es conocido un conjunto de 4 especies dentro de ellas, las cuales son muy similares entre sí, lo suficiente como para a menudo confundir expertos cultivadores y crear acaloradas discusiones sobre la validez del estatus como especies diferentes. Estas especies son:
- Cattleya labiata, Cattleya warneri, Cattleya jenmanii y Cattleya gaskelliana

La discusión al respecto en clubes de orquideología es acalorada. Siguiendo esta línea, los defensores de su estatus como especies separadas básicamente defienden que son especies crípticas, las cuales evolucionaron convergentemente, y que el hecho de que se encuentren separadas entre sí por distancias geográficas considerables demuestra no solamente esto, sino que hasta razonablemente se podría “postular” un parentesco no tan cercano. 
Por otro lado quienes critican esta postura aducen que la teoría de la “convergencia” no es nada más que una opinión dictada por conveniencia, y que las diferencias entre especies son incluso menores que las usuales para un subgénero donde la similitud, la inestabilidad y el solape de características definitorias entre especies hermanas ya de por sí es considerable, por lo que defienden en el mejor de los casos estatus de sub-especies de la C. labiata, y en el peor de ellos el de simples variantes regionales a nivel de ecotipos. 
En estos momentos el “world checklist of monocotyledons” reconoce estas cuatro especies como entidades separadas válidas, lo que refleja un acuerdo tácito entre botánicos de que si bien no se puede “señalar” el estado “exacto” de este complejo de especies, es obvio que las 4 poblaciones siguen caminos divergentes de especiación. 

### Historia y estado actual del complejo labiata
A nivel botánico en el pasado reciente se pensó que todas las Cattleyas unifoliadas eran subespecies de la Cattleya labiata, sin embargo con el mayor conocimiento acumulado a lo largo del siglo XX primero con especies involucradas en cultivo y segundo gracias a botánicos que dejaban ejemplares de herbario de lado y estudiaban las Cattleyas directamente en sus ambientes naturales, poco a poco se despejaron dudas sobre sus estatus válidos como especies diferentes, lo que fue reconocido primero a nivel Hortícola, y décadas después finalmente se formalizó con botánicos como Withner. 
De esta reestructuración es que nace el moderno “complejo Cattleya labiata”, ya que aunque aún había 3 especies demasiado similares a la C. labiata, aun así se les elevó de especies con rango hortícola al rango de especies botánicas válidas bajo la creencia de que la acumulación de nuevos conocimientos en forma de particularismos así lo demostraría. 
Sin embargo aunque la predicción fue exacta, ya que se eliminaron muchas falsas creencias sobre supuestas “diferencias” y el número de diferencias válidas aumentó, pronto se vio que se había llegado a un callejón sin salida, ya que las diferencias aún eran pocas y relativamente poco importantes, lo que para ser justos ya se esperaba, pero lo que no se esperaba es que estas diferencias “válidas” gracias a estudios de campo realizados por Lou Menezes si bien eran “válidas” en el sentido de que si eran diferencias, a su vez eran lo suficientemente inestables y ofrecían suficiente solape como para que se repensara la validez de estas especies por lo menos a nivel estrictamente botánico. 
A nivel netamente Hortícola esto se ha traducido a que para diferenciar entre especies, especialmente en el ámbito de juzgamientos, se tenga que recurrir a complicados análisis matriciales, mucha experiencia y una buena dosis de gestalt solamente para dar un veredicto erudito que es muy difícil de “cuantificar” en términos de “falsos aciertos”. Esto es de especial relevancia fuera de asociaciones orquideológicas Venezolanas y Brasileras, donde la imposibilidad de formar jueces con suficiente experiencia en estas especies hace que el posible número de errores de identificación que ya es elevado en las Cattleyas unifoliadas, sea incluso superior en el caso del complejo labiata. 
Actualmente tanto defensores como críticos del estatus de especies separadas están esperando que se estandarice algún marcador genético como matk o similar lo suficientemente sensible como para reconocer especies crípticas y así rechazar o aceptar alguna de las dos posturas, lo que a su vez aparte de “resolver” el dilema, daría una forma objetiva para identificar la proveniencia de cultivares reconocidos. Sin embargo la discusión sobre cuales marcadores genéticos de deberían estandarizar y por lo tanto cuáles de ellos son suficientemente sensibles para reconocer entre especies y subespecies aún está por resolverse, por lo que aún hay que esperar.

### ¿Cómo surgió el complejo labiata?
La mayor diversidad en los Andes Colombo-Venezolanos de Cattleyas unifoliadas de gran tamaño, así como evidencia indirecta contenida en investigaciones filogenéticas de la subtribu laeliinae realizadas por van den Berg et al (2000) apuntan a que las especies de más reciente evolución dentro de las Cattleyas unifoliadas son el clado compuesto por C. jenmanii, C. labiata y C. warneri sin C. gaskelliana. Esto tentativamente podría significar que este grupo de especies represente una migración a partir un único ancestro común (¿Cattleya gaskelliana?), y que esta migración fuese seguida posteriormente por una contracción poblacional en los actuales “refugios”. 
Siendo las Cattleyas unifoliadas de reciente evolución, y siendo las del complejo labiata las más recientes de todas, esta teórica migración posiblemente ocurrió cuando los trópicos eran un poco más fríos y secos, lo que a nivel paleobotánico ocurrió en la frontera del Pleistoceno-Holoceno. La posible ruta migratoria usualmente citada e inicialmente propuesta por L.C.Menezes es desde Venezuela a través del Litoral Brasileño, sin embargo no se puede dejar de citar una posible ruta alterna, que si bien no es citada en trabajo alguno, no deja ser igualmente probable, a saber, a través de los bordes “marginales” entre selva y sabana que cortaron el Amazonas en dos en el mismo período. 
La dinámica de esta expansión-contracción pudo haber tenido apenas si puede ser reconstruida. Lou Menezes afirma en sus libros que la mayor similitud floral en el complejo labiata se encuentra entre la C. jenmanii y la C. labiata de Ceará, igualmente afirma que la población de Cattleya labiata de Pernambuco es bastante similar a las poblaciones de C. warneri de la parte norte de su territorio. Si a eso se le une el hecho de que las dos poblaciones de labiatas a si vez comparten otras características comunes como época de floración y aspecto vegetativo, entonces se llega a tener una idea general de lo que pudo haber sido una "suave" transición de fenotipo de una población “continua” ya extinta. 
Lamentablemente no existen investigaciones de campo tan detalladas como la de Menezes en el caso puntual de las dos especies venezolanas, por lo que no se puede generalizar que esta tendencia "de cambio gradual" se dé entre la C. gaskelliana y la C. jenmanii.

### Teorías Alternas
También existen teorías alternas mucho menos recurridas, la que es quizás la mayormente mencionada es la que implica dispersión eólica de las semillas a largas distancias continentales. Esta última teoría implicaría que un grupo muy reducido de individuos colonizadores fueran responsables de la formación inicial de alguna de las 3 colonias brasileras, y a partir de una de ellas se formaran las dos colonias restantes. Si bien esta teoría explica muy bien cómo pudieron aparecer y fijarse poblacionalmente exotismos como la doble espata en las especies brasileras, ya que implica una población colonizadora muy reducida que por deriva genética fácilmente fijaría estos exotismos, por otro lado no explica cómo una especie resultante de un muy reducido bagaje genético inicial en tan poco tiempo lograra fijar una variabilidad floral intra-especie equivalente o incluso mayor a la de cualquier otra Cattleyas unifoliada. 
Siendo que la teoría actualmente más recurrida, (La de la continuidad poblacional), explica tanto la variabilidad interna presente en las especies Brasileras, así como también explica los exotismos (ver: aislamiento por distancia), además de estar en consonancia con la evidencia circunstancial genética y fito-geográfica, es entonces probable que continúe como la teoría más explicativa hasta que nuevas evidencias la cuestionen o la hagan aún más probable.

## Anexo (“especies crípticas” vs “variantes regionales” en las Cattleyas unifoliadas)
El problema entre “especies crípticas” vs “variantes regionales” y cómo “explicarlos” es común a muchos géneros de interés hortícola en las orquídeas en general y en Cattleyas monofoliadas en particular, y si bien el “world checklist of monocotyledons” dentro de lo que en botánica se conoce como “lumper/splitter problem” actualmente toma una posición “splitter” o de división de grano fino, es de acotar que el complejo labiata no es el único conjunto de especies que finalmente se han considerado basónimas, en el caso particular de las Cattleyas unifoliadas tenemos “C. dowiana –C. aurea” y “C. trianae – C. chocoensis”, último duplo al que también se le debería agregar la “C. schroderae”. 
Dada la evidencia anterior bien se podría considerar que actualmente la clasificación del subgénero es sobrestimada dado que 8 a 9 de 20 especies se muestran como problemáticas, sin embargo es de acotar que los problemas son sectorizados y que los “parecidos” son de “esperar” entre especies recientes. 
A favor de la postura de que los problemeas internos son solamente sectorizados se encuentra evidencia indirecta no solamente morfológica, fito-geográfica, de comportamiento vegetativo y ecológico, sino también la más fuerte de todas las evidencias, la presencia de 4 o posiblemente 5 híbridos naturales, que lejos de “normalizar” fenotipos y genotipos entre poblaciones parentales, estos híbridos parecen ser seleccionados negativamente fuera de sus restringidas áreas de ocurrencia, comportamiento que concuerda completamente a lo esperado en especies vegetales válidas. 
Sin embargo hay que acotar que ninguno de estos casos donde la introgresión es a su vez evidencia de especiación entre las Cattleyas unifoliadas, no necesariamente debe generalizar a todas las especies, muy por el contrario se sospecha que de no existir barrera geográfica alguna entre las especies problemáticas, la normalización sería inmediata, lo que al parecer ya está ocurriendo a escala no determinada con C. trianae introducida a jardines del área de la C. quadricolor. 
Una última evidencia en contra de la validez como taxones separados entre especies problemáticas es la fito-geografía, ya que la mayoría de ellas presentan poblaciones geográficamente muy cercanas, lo que si bien también ocurre con especies que no presentan problemas serios de diferenciación (C. mossiae- C. lueddemanniana- C. percivaliana), es de acotar que en este último caso estas especies no problemáticas también ofrecen diferencias de preferencias ecológicas marcadas, e internamente no muestran poblaciones "espejo" con especies hermanas, por lo que la fito-geografía no contradice la sospecha inicial.

## Taxonomía
Cattleya labiata fue descrita por John Lindley y publicado en Collectanea Botanica t. 33. 1821.
Etimología
Cattleya: nombre genérico otorgado en honor de William Cattley orquideólogo aficionado inglés,
labiata: epíteto latino que significa "labiada".
Sinonimia
- Cattleya perrinii Endl. in A.Hartinger, Parad. Vindob.: t. 20 (1845), nom. illeg.
- Cattleya lemoniana Lindl., Edwards's Bot. Reg. 32: t. 35 (1846).
- Cattleya pallida Lindl. & Paxton, Paxton's Fl. Gard. 2: 51 (1851).
- Cattleya rollissonii T.Moore, Fl. Mag. (London) 1: t. 8 (1861).
- Epidendrum labiatum var. lemonianum (Lindl.) Rchb.f., Xenia Orchid. 2: 30 (1862).
- Epidendrum labiatum var. pallidum (Lindl. & Paxton) Rchb.f., Xenia Orchid. 2: 30 (1862).
- Epidendrum labiatum var. pictum (Lindl.) Rchb.f., Xenia Orchid. 2: 30 (1862).
- Cattleya leeana auct., Gard.Chron., n.s., 1883(1): 43 (1883).
- Cattleya massangeana Rchb.f., Gard. Chron., n.s., 1883(1): 242 (1883).
- Cattleya regalis auct., Gard. Chron., n.s., 1883(2): 404 (1883).
- Cattleya nalderiana Rchb.f., Gard. Chron., n.s., 1885(1): 756 (1885).
- Cattleya peetersii André, Rev. Hort. 57: 271 (1885).
- Cattleya bullieri Carrière, Rev. Hort. 58: 444 (1886).
- Cattleya warocqueana Linden, J. Orchidées 1: 189 (1890).
- Cattleya oweniana auct., Gard. Chron., III, 12: 312 (1892).[5]